# Ellipteroides nilgirianus
Ellipteroides nilgirianus är en tvåvingeart som först beskrevs av Alexander 1950.  Ellipteroides nilgirianus ingår i släktet Ellipteroides och familjen småharkrankar. Inga underarter finns listade i Catalogue of Life.